# Manon Uffren
Manon Uffren (Avignone, 2 giugno 1997) è una calciatrice francese, centrocampista del Parma.

## Carriera

### Club
Nata ad Avignone, inizia a giocare a calcio all'età di 5 anni nell'Eygalières, club di cui i genitori erano rispettivamente presidente e segretario.
Dai 10 ai 15 anni gioca in una squadra maschile del comune di Saint-Rémy-de-Provence, prima di entrare a far parte del club femminile del Monteux nel luglio 2012, con cui ha debuttato in seconda serie.
Nel luglio 2014, entra a far parte della rosa del Montpellier, con cui ha debuttato contro il Muret, il 24 gennaio 2015, negli ottavi di finale della Coppa di Francia, rendendosi protagonista con una rete da 25 m.
Dopo una breve esperienza al Digione tra il gennaio e il luglio 2017, fa ritorno al Montpellier, firmando il suo primo contratto da professionista. Nel dicembre 2019 viene ceduta in prestito al Saint-Étienne, per poi trasferirsi a titolo definitivo nel luglio 2020.
Nei tre anni con il club biancoverde partecipa alla sua ascesa in massima serie e contestualmente ne diventa capitano.
Alla fine della stagione 2021-2022 si ritira dal calcio giocato, salvo poi tornare a mettersi in gioco il 9 gennaio 2024, firmando con il Nantes.
Il 13 gennaio successivo debutta in coppa di Francia contro il Bourges.
Divenuta in poco tempo titolare all'interno della formazione gialloverde, al termine della stagione, con all'attivo 25 presenze totali, contribuisce al raggiungimento della prima promozione in Première Ligue nella storia del Nantes.
Il 21 settembre 2024 segna la prima rete con la maglia delle canarine, risultando decisiva nella storica vittoria del Nantes contro il Le Havre.
Proprio per questa rete a fine stagione viene premiata per la "rete più bella" dell'annata, al termine della quale rescinde il proprio contratto con il club.
Rimasta svincolata per un mese, il 12 luglio 2025 lascia la Francia per la prima volta accasandosi al Parma, in Italia.

## Statistiche

### Presenze e reti nei club
Statistiche aggiornate al 12 luglio 2025.
| Stagione             | Squadra              | Campionato           | Campionato | Campionato | Coppe nazionali | Coppe nazionali | Coppe nazionali | Coppe continentali | Coppe continentali | Coppe continentali | Altre coppe | Altre coppe | Altre coppe | Totale | Totale |
| Stagione             | Squadra              | Comp                 | Pres       | Reti       | Comp            | Pres            | Reti            | Comp               | Pres               | Reti               | Comp        | Pres        | Reti        | Pres   | Reti   |
| -------------------- | -------------------- | -------------------- | ---------- | ---------- | --------------- | --------------- | --------------- | ------------------ | ------------------ | ------------------ | ----------- | ----------- | ----------- | ------ | ------ |
| 2012-2013            | Monteux              | D2                   | 2          | 0          | CF              | -               | -               |                    | -                  | -                  |             | -           | -           | 2      | 0      |
| 2013-2014            | Monteux              | D2                   | 19         | 5          | CF              | -               | -               |                    | -                  | -                  |             | -           | -           | 2      | 0      |
| Totale Monteux       | Totale Monteux       | Totale Monteux       | 21         | 5          |                 | -               | -               |                    | -                  | -                  |             | -           | -           | 21     | 5      |
| 2014-2015            | Montpellier          | D1                   | 1          | 0          | CF              | 1               | 1               |                    | -                  | -                  |             | -           | -           | 2      | 0      |
| 2015-2016            | Montpellier          | D1                   | 6          | 0          | CF              | 3               | 1               |                    | -                  | -                  |             | -           | -           | 9      | 1      |
| 2016-gen. 2017       | Montpellier          | D1                   | 3          | 0          | CF              | 0               | 0               |                    | -                  | -                  |             | -           | -           | 3      | 0      |
| gen.-giu. 2017       | Digione              | D2                   | 10         | 3          | CF              | -               | -               |                    | -                  | -                  |             | -           | -           | 10     | 3      |
| 2017-2018            | Montpellier          | D1                   | 10         | 1          | CF              | 4               | 1               | UWCL               | 0                  | 0                  |             | -           | -           | 14     | 2      |
| 2018-2019            | Montpellier          | D1                   | 0          | 0          | CF              | -               | -               |                    | -                  | -                  |             | -           | -           | 23     | 20     |
| lug.-dic. 2019       | Montpellier          | D1                   | 1          | 0          | CF              | 0               | 0               |                    | -                  | -                  |             | -           | -           | 1      | 0      |
| Totale Montpellier   | Totale Montpellier   | Totale Montpellier   | 21         | 1          |                 | 8               | 3               |                    | -                  | -                  |             | -           | -           | 29     | 4      |
| dic. 2019-2020       | Saint-Étienne        | D2                   | 4          | 0          | CF              | 2               | 1               |                    | -                  | -                  |             | -           | -           | 6      | 1      |
| 2020-2021            | Saint-Étienne        | D2                   | 4          | 1          | CF              | -               | -               |                    | -                  | -                  |             | -           | -           | 4      | 1      |
| 2021-2022            | Saint-Étienne        | D1                   | 18         | 1          | CF              | 1               | 0               |                    | -                  | -                  |             | -           | -           | 19     | 1      |
| Totale Saint-Étienne | Totale Saint-Étienne | Totale Saint-Étienne | 26         | 2          |                 | 3               | 1               |                    | -                  | -                  |             | -           | -           | 29     | 3      |
| gen.-giu. 2024       | Nantes               | D2                   | 13         | 0          | CF              | 2               | 0               |                    | -                  | -                  |             | -           | -           | 15     | 0      |
| 2024-2025            | Nantes               | PL                   | 18         | 1          | CF              | 2               | 0               | -                  | -                  | -                  | -           | -           | -           | 20     | 1      |
| Totale Nantes        | Totale Nantes        | Totale Nantes        | 31         | 1          |                 | 4               | 0               |                    | -                  | -                  |             | -           | -           | 35     | 1      |
| 2025-2026            | Parma                | A                    | 0          | 0          | CI              | 0               | 0               |                    | -                  | -                  | AWC         | 0           | 0           | 0      | 0      |
| Totale carriera      | Totale carriera      | Totale carriera      | 109        | 12         |                 | 15              | 4               |                    | 0                  | 0                  |             | -           | -           | 124    | 16     |

## Palmarès

### Club
- Campionato francese di seconda divisione: 1

Saint-Étienne: 2020-2021

### Nazionale
- Campionato europeo femminile under 19 di calcio: 1

Slovacchia 2016